# Beriózovski (Sverdlovsk)
|  | Per a altres significats, vegeu «Beriózovski». |

Beriózovski - Берёзовский (rus) és una ciutat de l'óblast de Sverdlovsk, a Rússia. Es troba a la vora del riu Beriózovka, afluent del Pixmà. És a 13 km al nord-est de Iekaterinburg.

## Història

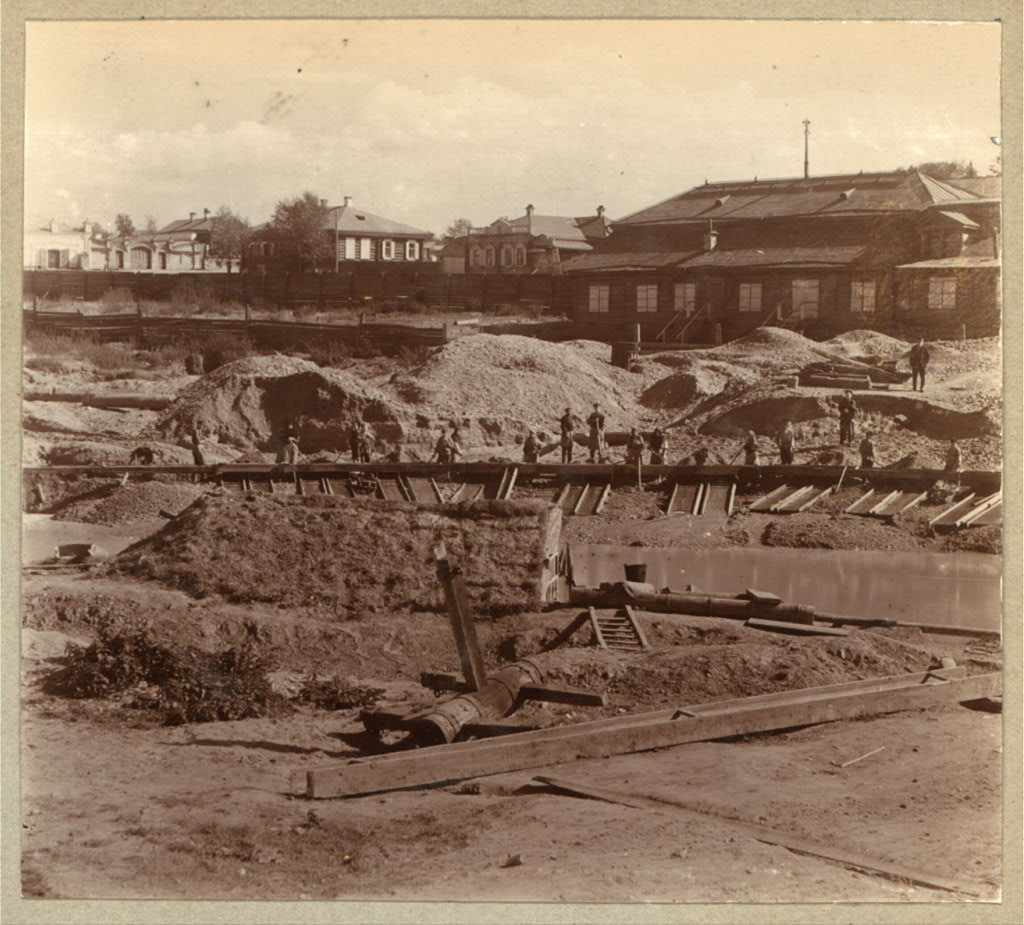
Explotació aurífera el 1910.

Fou fundada el 1752 com un centre d'explotació d'or, accedí a l'estatus de possiólok (poble) el 1928 i aconseguí el de ciutat el 1938.